# 중국 이슬람 요리

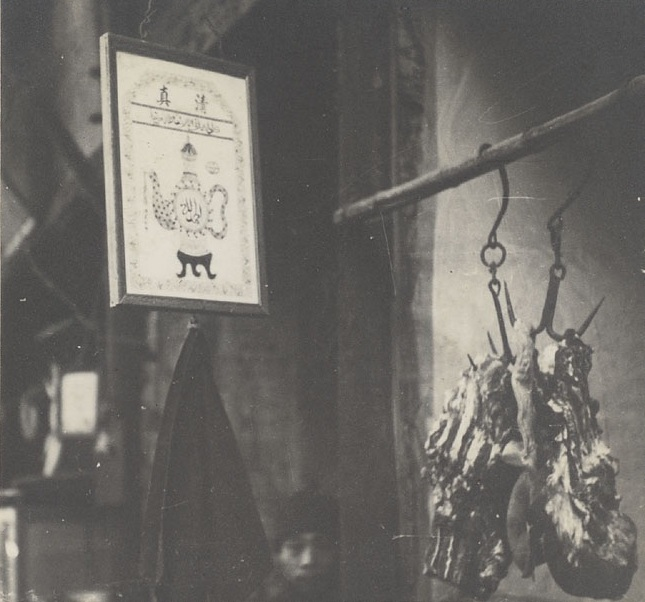
한커우에 있는 할랄 고기 전문 정육점 간판 (1934년-1935년 촬영)

중국 이슬람 요리(中國Islam料理), 칭전 요리(Qingzhen料理, 중국어: 清真菜, 병음: qīngzhēn cài 칭전차이[*]}) 또는 후이족 요리(Hui族料理, 중국어: 回族菜, 병음: Huízú cài 후이주차이[*])는 중화인민공화국에 사는 후이족 등 무슬림의 음식을 말한다. 칭전(清真)은 중국어로 "얼룩이 없다. (할랄)"를 뜻한다. 중국의 이슬람교는 중국 각지에 거주하고 있으며 본고장인 신장 위구르 요리와 닝샤 후이족 자치구의 후이족요리를 본고장으로 한다. 한족이 많은 지역에서 칭전 요리는 각 지역에 녹아들어 베이징 풍의 요리도 있고, 광동풍의 요리도 있는 등, 많은 변화가 따른다. 일반적인 사항은 이슬람에서 금하는 돼지로 만든 재료와 일부 해산물 재료를 사용하지 않는 것이 일반적이며, 술로 맛을 조리를 하지 않는 원칙이 엄격히 준수되고 있다.

## 주요 요리
중국 무슬림이 가장 많이 사용하는 고기는 주로 쇠고기, 양고기이다. 낙타고기를 먹는 사람도 간혹 있다. 유명한 칭전 요리의 고기 요리는 〈카오촨양〉(烤全羊 양 통구이)와 〈카오양로우〉(烤羊肉 몽골식 양 불고기), 〈솬양로〉(涮羊肉, 양고기 샤부샤부), 〈타시미〉(他似蜜 양고기의 달고, 매운 볶음) 등이다. 신장 위구르 자치구에서 유래된 요리도 있고, 유목민의 특성상 이슬람교 지역이 아닌 몽골에서 유래된 요리의 일부도 칭전 요리에 녹아 있는 경우도 있다. 이들은 베이징 요리의 주요 메뉴로 자리 잡은 경우도 많다.
또한 서민의 일상의 요리와 서민을 위한 간이 음식점 등에서 양꼬치(뀀) 구이와 양고기 만두, 칭전 면, 칭전 볶음밥(돼지고기 성분을 포함하지 않는 쇠고기 국수와 양고기 국수 등 면류와 볶음밥) 등 돼지고기를 일절 사용하지 않은 식사 등도 있다. 튀김은 당연히 돼지기름이 아닌 기름을 사용하고 있다. 양념은 쿠민이나 고수 잎 등의 허브를 많이 사용하는 경향이 있다. 이것들은 면이나 볶음밥도 많이 사용되고, 중국 요리 중의 특색을 나타내는 것들이다.

## 칭전 요리점

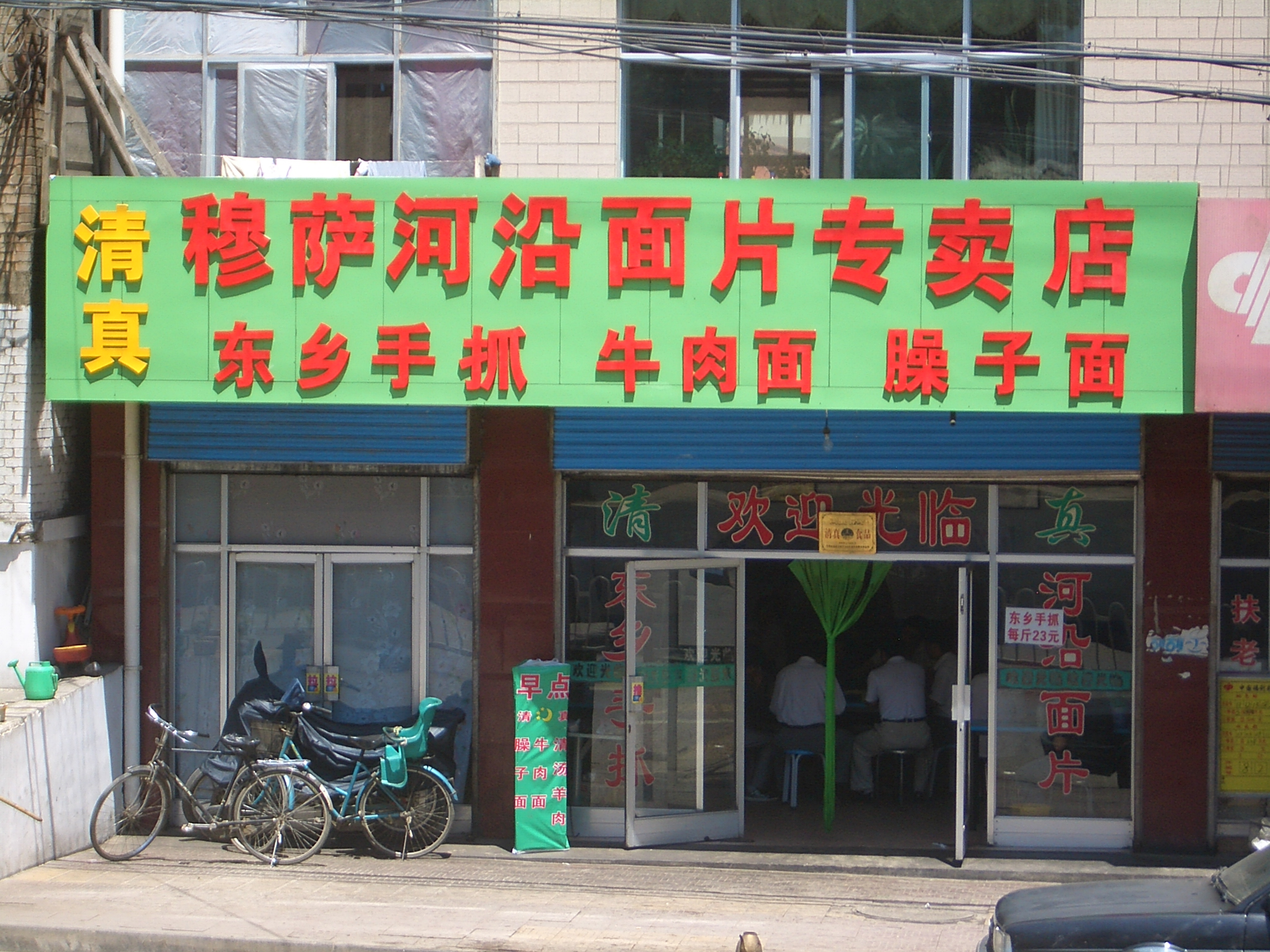
칭전 식당

칭전 식당은 고급 상점이나, 서민을 위한 간이음식점도 위구르어(아랍어로 표기되는 경우도 있다.) 간판에 "清真" 또는 "清真菜"라는 한자 표기를 하여 칭전 요리점이라는 것을 명시한다. 칭전 요리점은 무슬림 주민이 많은 지역(신장과 닝샤 등은 물론 한족 등 비무슬림이 주요 도시 중에서도 무슬림이 굳어져 거주하고 있는 지역)에 위치하는 경우가 많다. 그러나 비무슬림 거주 지역에 위치한 칭전 음식점도 적지만 자주 눈에 띄고, 그 숫자는 최근 증가 추세에 있다. 경영자는 신장이나 닝샤를 시작으로 간쑤성과 칭하이성 등 무슬림 많은 지역 출신이 많다.
상하이와 베이징 등에서 고급 칭전 요리점은 순수한 중국식 모양을 갖추고 있지만, "清真" 또는 "清真菜"의 한자 표기 외에 덩어리에 녹색 문자로 위구르 문자의 간판을 별도로 달아서 칭전 음식점이라고 밝힌다.
서민을 위한 간이음식점에서 연기가 나는 양꼬치 구이를 해주는 음식점이 많다. 소금과 고추와 쿠민을 발라서 구워진 양고기 기름이 숯불에 떨어지는 연기 냄새는 서민을 위한 청쩐 식당의 명물이기도 하다.
칭전 요리점은 무슬림 전용 식당이 아니다. 비이슬람교도가 가져온 술을 마시거나, 외부 음식을 반입하지 않기 등 다른 음식점에서 기본적으로 지켜야 할 규칙을 지키면 누구나 이용할 수 있다. 비 무슬림 지역에 있는 칭전 음식점의 고객은 거의 대부분이 무슬림이 아니다.

## 대표적인 요리
칭전 요리는 지역마다 다르다. 특히 중국 북부와 남부에서 차이가 많이 나는데 예를 들어 간쑤 성과 칭하이 성 일대의 후이족은 밀가루와 옥수수, 보리, 감자를 주식으로 하는 반면, 닝샤 지역의 후이족은 밀가루 반죽으로 만든 식사를 좋아한다.
- 란저우 뉴러우몐 (蘭州牛肉面)
- 양러우촨 (羊肉串)

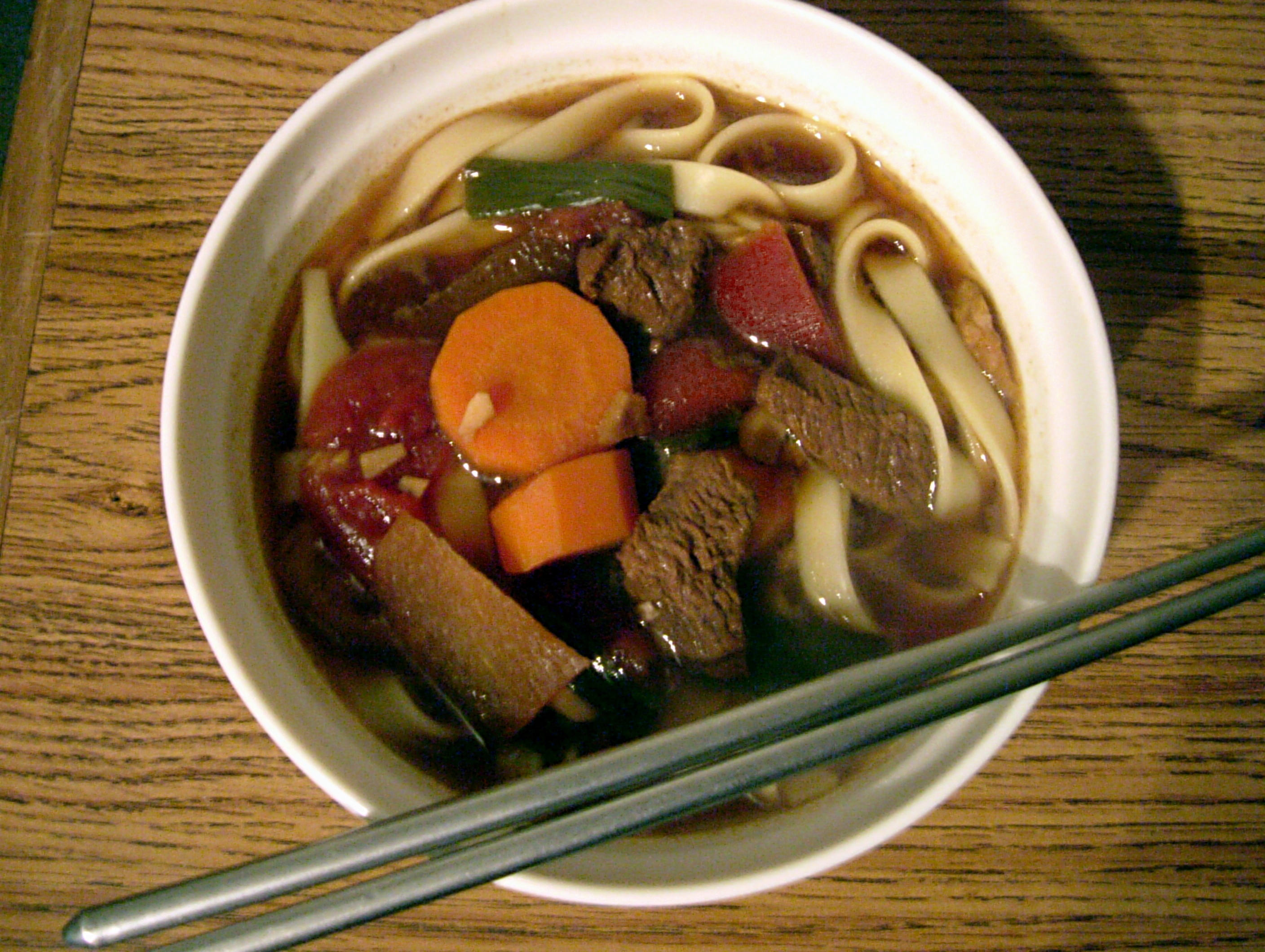
우육면
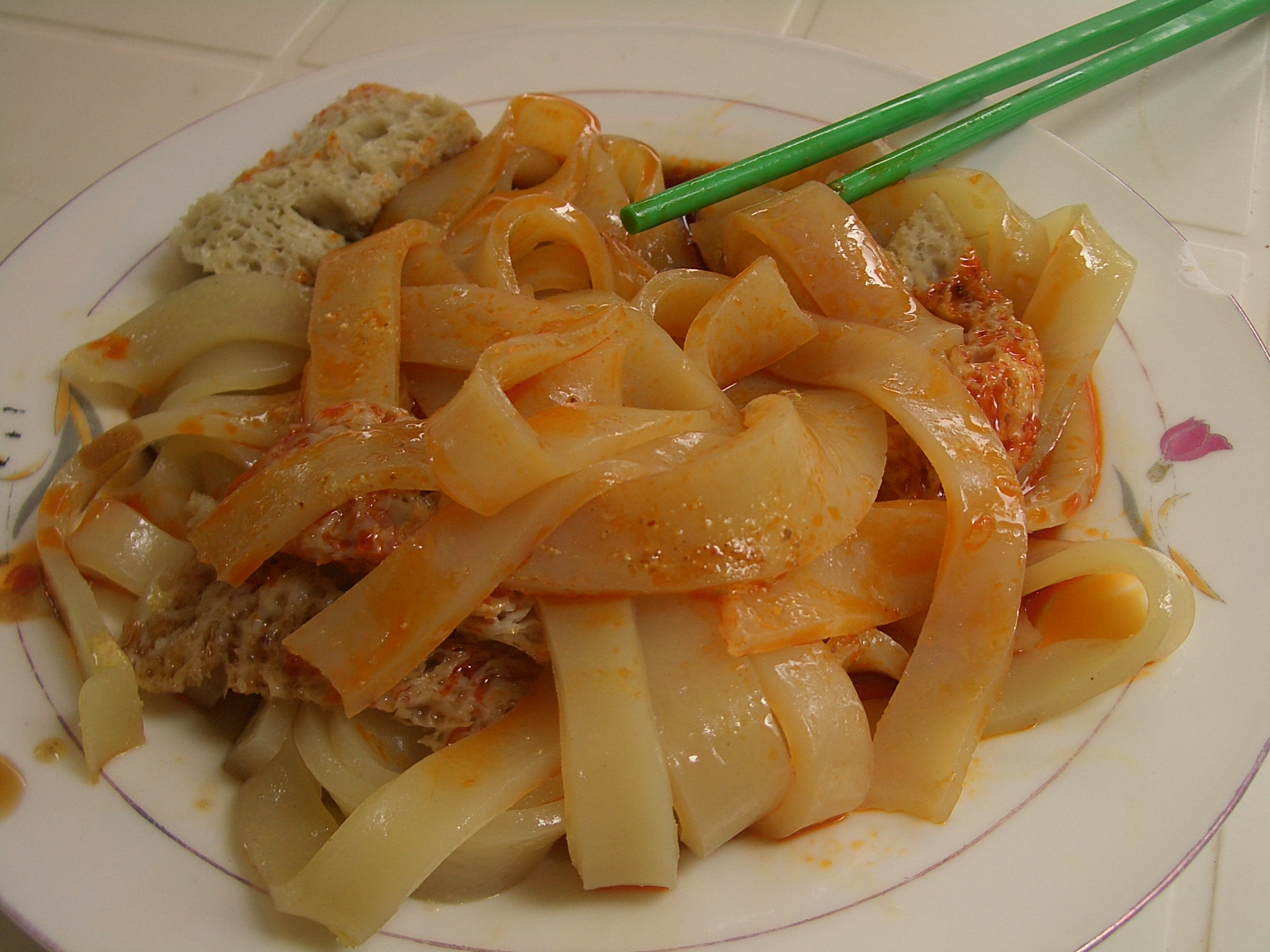
냥피 (酿皮), 인기있는 면, 두부 음식, 닝샤

## 같이 보기
- 중국 요리
- 위구르 요리
- 다리시
- 간쑤성
- 쿤밍시
- 란저우시
- 닝샤 후이족 자치구
- 칭하이성
- 산시성 (섬서성)
- 시안시
- 윈난성